# (4162) SAF
(4162) SAF est un astéroïde de la ceinture principale découvert le 24 novembre 1940 à l'observatoire de Nice. Il est nommé d'après la Société astronomique de France. Sa dénomination provisoire était 1940 WA.